# 重铀酸镁
重铀酸镁（英語：Magnesium diuranate）是一种铀的化合物。铀精炼工业将其称为“MDU”，是一些黃餅混合物的主要组成部分。黄饼是铀精炼过程的中间产品。
它的三水合物是已知的，对其加热可以得到无水物，进一步加热生成铀酸镁（MgUO4）。